# Friedrich Ludwig zu Castell-Castell

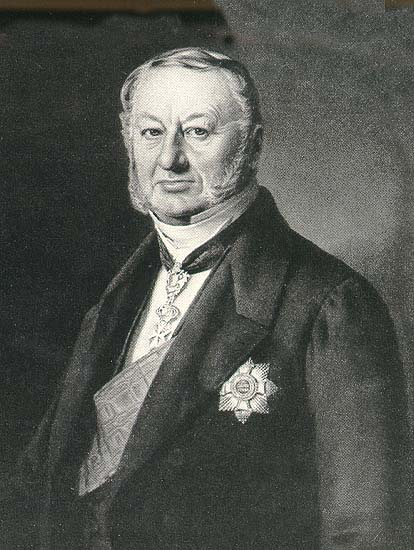
Friedrich Ludwig Graf zu Castell-Castell

Friedrich Ludwig Graf zu Castell-Castell (* 2. November 1791 in Castell; † 21. April 1875 ebenda) war ein deutscher Politiker und Gutsbesitzer.
Castell-Castell war der älteste Sohn von Albrecht Friedrich Carl zu Castell-Castell und seiner Frau Prinzessin Sophia Almalia Charlotte Henrietta von Löwenstein-Wertheim-Freudenberg. Von diesen erbte er Güter in der Oberpfalz, Unter-, Ober- und Mittelfranken.
Von 1819 bis 1875 saß er in der bayerischen Kammer der Reichsräte als erblicher Reichsrat (1.–13. Wahlperiode).

## Familie
Er heiratete am 25. Juni 1816 in Langenburg Emilie zu Hohenlohe-Langenburg (1793–1859). Sie hatten acht Kinder.
- Ida Amalia Louisa (* 31. März 1817 in Castell; † 2. September 1882 in Wildenfels), heiratete am 5. Oktober 1843 in Castell mit Graf Friedrich Magnus III. zu Solms-Wildenfels (* 26. Januar 1811; † 24. März 1883)
- Adelheid Clotilda Augusta (* 18. Juni 1818 in Castell; † 11. Juli 1900 in Detmold), heiratete 30. April 1839 in Castell mit Graf Julius von Lippe-Biesterfeld (* 2. April 1812; † 17. Mai 1884)
- Carolina Johanna Victoria Eliza (* 2. Dezember 1819 in Castell; † 8. Juni 1900 ebenda)
- Clotilda Charlotte Sophia (* 6. Februar 1821 in Castell; † 20. Januar 1860 in Leipzig), heiratete am 4. August 1846 in Castell Graf Heinrich II. Reuß zu Köstritz (* 31. März 1803; † 29. Juni 1852)
- Johanna Constanza Agnes Helena (* 8. Februar 1822 in Castell; † 29. März 1863 in Meerholz), heiratete am 9. Juni 1846 in Castel Graf Carl zu Ysenburg und Büdingen in Meerholz (* 26. Oktober 1819; † 3. März 1900)
- Hugo Friedrich Carl Wolfgang Wilhelm (* 21. November 1823 in Castell; † 17. November 1824 ebenda)
- Friedrich Karl Wilhelm Ernst (* 23. Mai 1826 in Castell; † 2. Januar 1886 in Castell), Graf von Castell-Castell, heiratete am 23. September 1856 in Asenheim Gräfin Emma von Solms-Rödelheim-Asenheim (* 19. August 1831; † 2. Juni 1904); Vater von Friedrich Carl, erster Fürst zu Castell-Castell (1864–1923)
- Gustav Friedrich Ludwig Eugen Emil (* 17. Januar 1829 in Castell; † 7. Juli 1910 in Berchtesgaden), Graf von Castell-Castell, heiratete am 11. September 1869 in Augsburg Gräfin Elisabeth von Brühl (* 8. Dezember 1851; † 10. Februar 1929)